# Duplus (schip, 1968)
De Duplus was een dubbelrompsschip gebouwd door Boele voor de Nederlandse Maatschappij voor Werken Buitengaats (Netherlands Offshore Company, NOC) in 1969. Dit ontwerp van J.J. Stenger van Trident Offshore is waarschijnlijk de eerste SWATH. Het was gebouwd als boorschip, platformbevoorradingsschip en duikondersteuningsvaartuig en een van de eerste schepen met een dynamisch positioneringssysteem, met twee voortstuwers in straalbuizen en vier Voith-Schneider-propellers.
De nieuwe vorm van Stenger was gebaseerd op het goede zeegedrag van onderzeeërs op periscoopdiepte. Anders dan bij een catamaran was de waterlijn minimaal. Het ontwerp was uitvoerig getest bij het Nederlandsch Scheepsbouwkundig Proefstation.
Al snel bleek de opstelling van de Voith-Schneider-propellers echter problematisch en de minimale waterlijn had nadelige gevolgen voor de stabiliteit. Het eerste probleem werd opgelost door Beckerroeren te plaatsen, maar desondanks moest er veelal gebruik gemaakt worden van ankers om op positie te blijven. Met sponsoons om de waterlijn te vergroten werd het tweede probleem opgelost.
Als platformbevoorradingsschip ontbrak het aan voldoende snelheid en als duikondersteuningsvaartuig was het dek te hoog, zodat het vooral als boorschip tot zijn recht kwam. Daarnaast werd het gebruikt voor bodemonderzoek.
In september 1979 werd overeengekomen dat McDermott het materiaal van NOC overnam. McDermott doopte het schip in 1980 Jaramac 57 en verkocht het in 1984 aan International Underwater Contractors dat het schip Twin Drill noemde en het tot 1994 in gebruik had. Na lange tijd opgelegd te zijn geweest, werd het schip in 2004 gesloopt.